# Ophiogastrella maculithorax
Ophiogastrella maculithorax là một loài tò vò trong họ Ichneumonidae.